# Златки
Зла́тки (лат. Buprestidae Latreille, 1802) — Родина ряду твердокрилих або жуків, що належить до комах з повним перетворенням (голометаболія) і у життєвому циклі проходять стадії яйця, личинки, лялечки та імаго.
У світовій фауні налічується понад 15 000 видів, які розповсюджені на всіх континентах і островах, крім арктичної та антарктичної областей. Найбільша чисельність і видова різноманітність златок спостерігається в країнах з тропічним і субтропічним кліматом, де зосереджено близько 80 % відомих на цей час видів. Для Західної України відомо 104 види златок з 25 родів.
У філогенетичному відношенні златки споріднені з коваликами (Родина Elateridae). Вік найдревніших представників златок нараховує близько 150 млн років.
Златки відіграють важливу роль в природних і антропогенних біоценозах, що обумовлено їхніми біологічними особливостями. Більшість златок Західної України належить до групи ксилофагів і є потенційними шкідниками лісового господарства. Значна кількість видів завдає шкоди сільськогосподарським культурам. Життєвий цикл цих комах вивчав та розробляв засоби захисту від них врожаю український ентомолог С.О. Мокржецький.
Надкрила деяких златок знаходять використання у декоративно-ужитковому мистецтві.

## Систематика
- Підродина: Agrilinae Laporte, 1835
  - Триба: Agrilini
    - Підтриба: Agrilina
    - Підтриба: Amorphosternina
    - Підтриба: Amyiina
    - Підтриба: Rhaeboscelidina
    - Підтриба: Incertae sedis
      - Рід: Deyrollius
      - Рід: Eumerophilus
      - Рід: Lepismadora
      - Рід: Nickerleola
      - Рід: Parasambus
      - Рід: Pseudagrilodes
      - Рід: Pseudagrilus
      - Рід: Sarawakita
      - Рід: Wendleria
      - Рід: Weyersiella

  - Триба: Aphanisticini
    - Підтриба: Anthaxomorphina
    - Підтриба: Aphanisticina
    - Підтриба: Cylindromorphina
    - Підтриба: Cylindromorphoidina
    - Підтриба: Germaricina

  - Триба: Coraebini
    - Підтриба: Amorphosomina
    - Підтриба: Cisseina
    - Підтриба: Clemina
    - Підтриба: Coraebina
    - Підтриба: Dismorphina
    - Підтриба: Ethoniina
    - Підтриба: Geraliina
    - Підтриба: Meliboeina
    - Підтриба: Synechocerina
    - Підтриба: Toxoscelina
    - Підтриба: Incertae sedis
      - Рід: Aaaba
      - Рід: Alissoderus
      - Рід: Sambus

  - Триба: Trachydini
    - Підтриба: Brachydina
    - Підтриба: Leiopleurina
    - Підтриба: Pachyschelina
    - Підтриба: Trachydina
- Підродина: Buprestinae Leach, 1815
  - Триба: Actenodini
  - Триба: Anthaxiini
  - Триба: Bubastini
  - Триба: Buprestini
    - Підтриба: Agaeocerina
    - Підтриба: Buprestina
    - Підтриба: Lamprocheilina
    - Підтриба: Trachykelina

  - Триба: Chrysobothrini
  - Триба: Coomaniellini
  - Триба: Curini
  - Триба: Epistomentini
  - Триба: Exagistini
  - Триба: Julodimorphini
  - Триба: Kisanthobiini
  - Триба: Maoraxiini
  - Триба: Melanophilini
  - Триба: Melobasini
  - Триба: Mendizabaliini
  - Триба: Pterobothrini
  - Триба: Phrixiini
  - Триба: Stigmoderini
  - Триба: Thomassetiini
  - Триба: Trigonogeniini
  - Триба: Xenorhipidini
- Підродина: Chrysochroinae Laporte, 1835
  - Триба: Chrysochroini
    - Підтриба: Chalcophorina
    - Підтриба: Chrysochroina
    - Підтриба: Eucallopistina

  - Триба: Dicercini
    - Підтриба: Dicercina
    - Підтриба: Hippomelanina
    - Підтриба: Pseudoperotina

  - Триба: Evidini
  - Триба: Hypoprasini
    - Підтриба: Cinyrina
    - Підтриба: Euchromatina
    - Підтриба: Euplectaleciina
    - Підтриба: Hypoprasina
    - Підтриба: Pristipterina

  - Триба: Paratassini
  - Триба: Poecilonotini
  - Триба: Sphenopterini
  - Триба: Vadonaxiini
- Підродина: Galbellinae Reitter, 1911
- Підродина: Julodinae LeConte, 1815
- Підродина: Polycestinae Lacordaire, 1857
  - Триба: Acmaeoderini
    - Підтриба: Acmaeoderina
    - Підтриба: Nothomorphina
    - Підтриба: Odetteina

  - Триба: Astraeini
  - Триба: Haplostethini
  - Триба: Paratrachydini
  - Триба: Perucolini
  - Триба: Polycestini
  - Триба: Polyctesini
  - Триба: Prospherini
  - Триба: Ptosimini
  - Триба: Thrincopygini
  - Триба: Tyndarini
    - Підтриба: Mimicoclytrinina
    - Підтриба: Pseudacherusiina
    - Підтриба: Tylaucheniina
    - Підтриба: Tyndarina

  - Триба: Xyroscelini

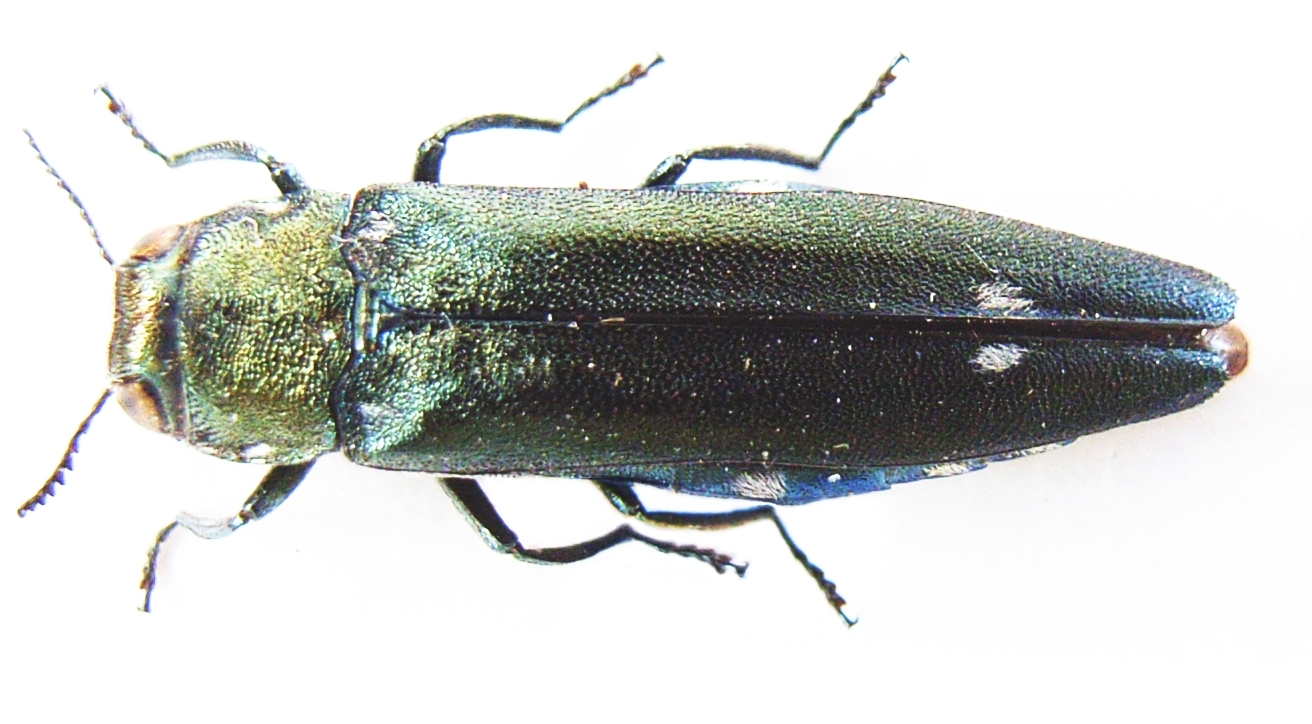
Agrilus biguttatus, Agrilinae
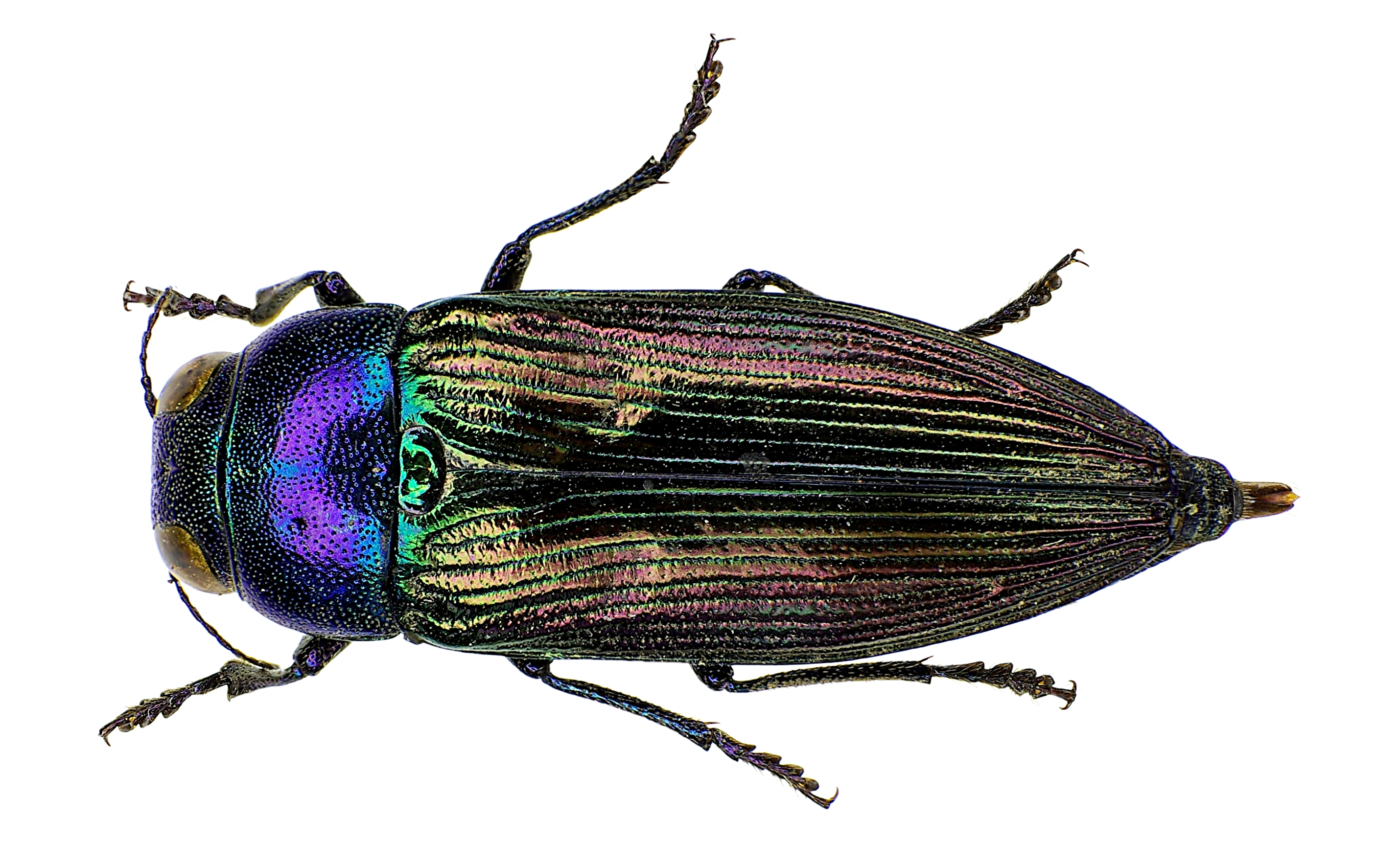
Eurythyrea austriaca, Buprestinae
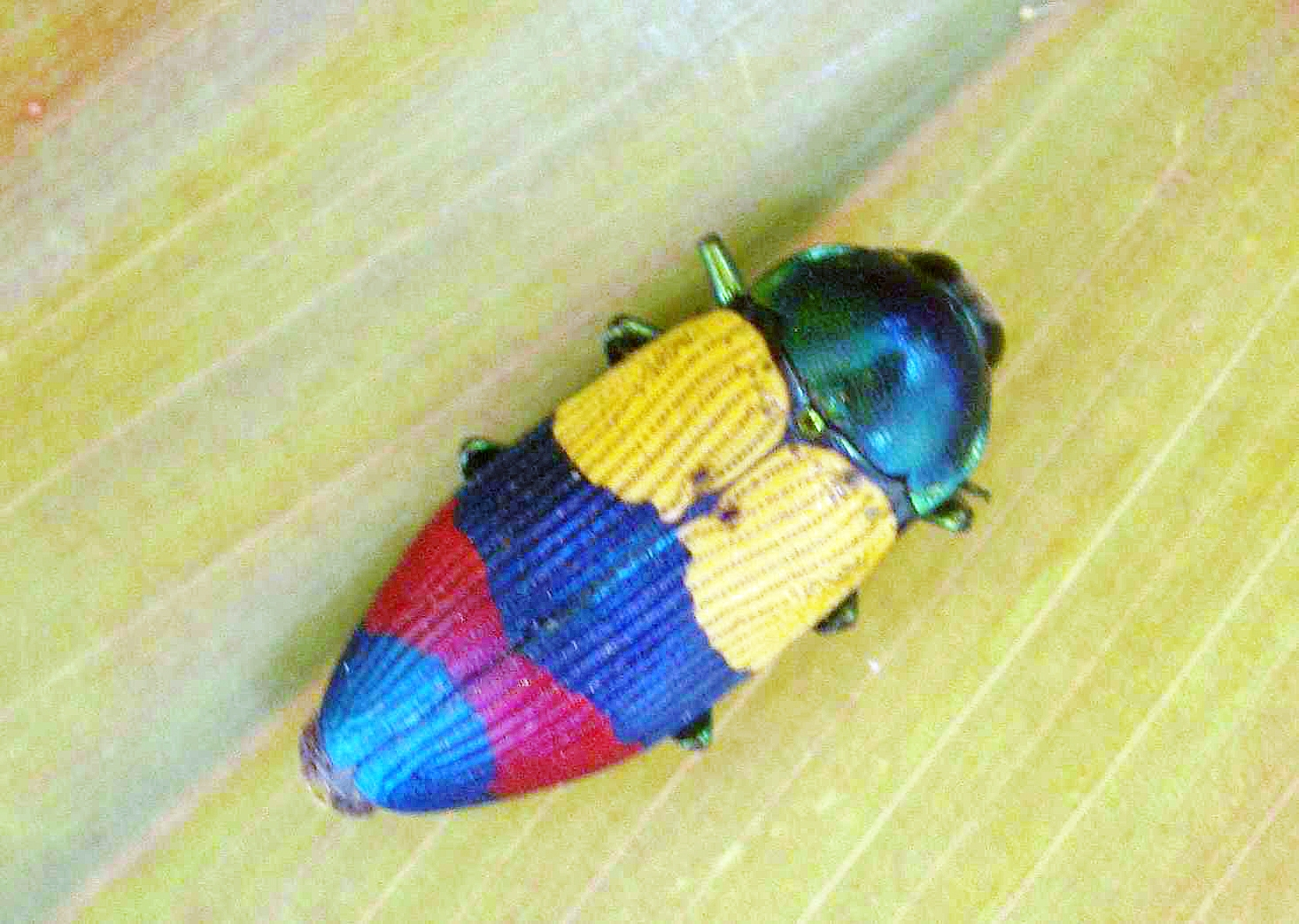
Temognatha attenuata, Австралія
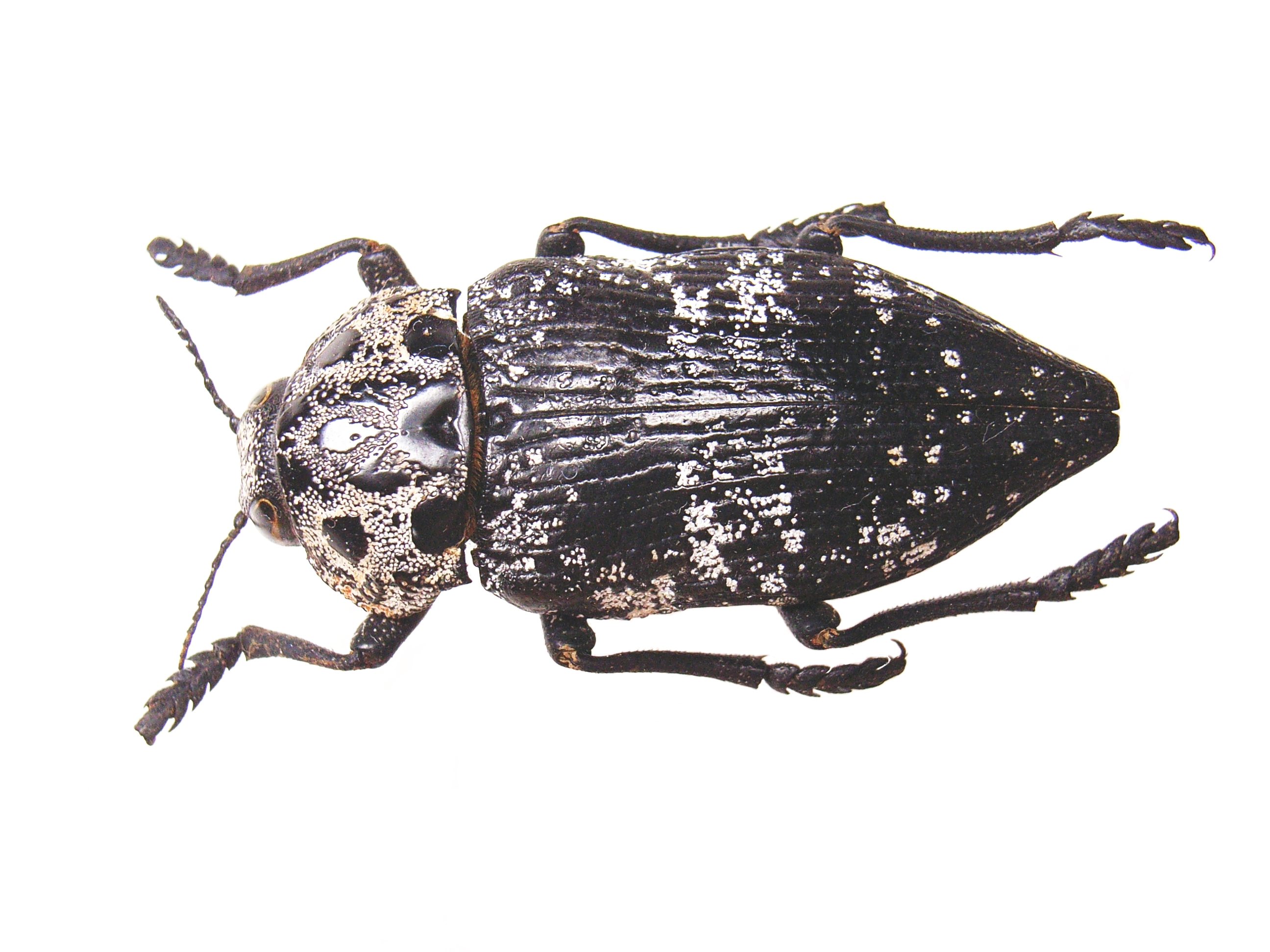
Capnodis cariosa, Chrysochroinae
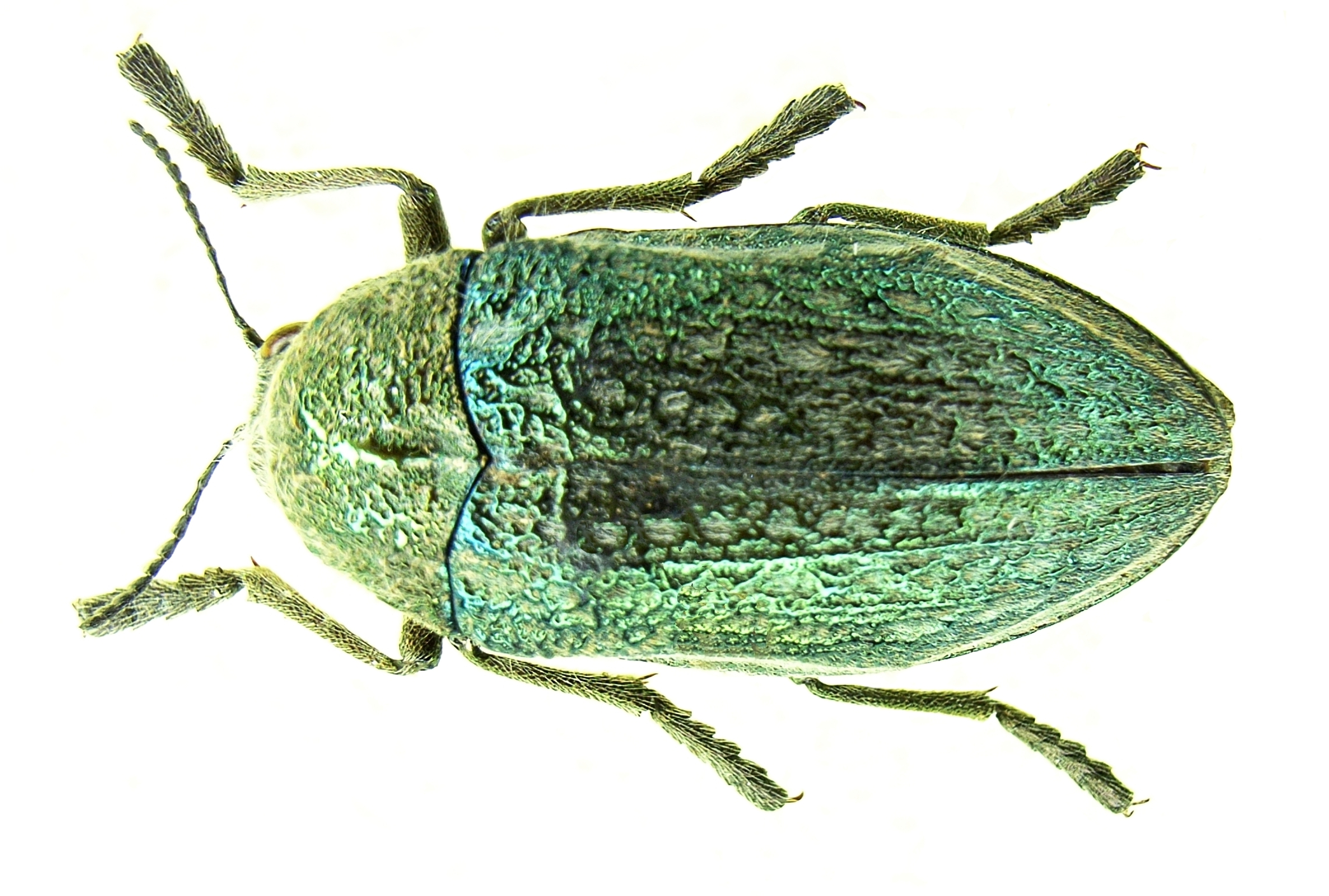
Julodis ehrenbergii, Julodinae
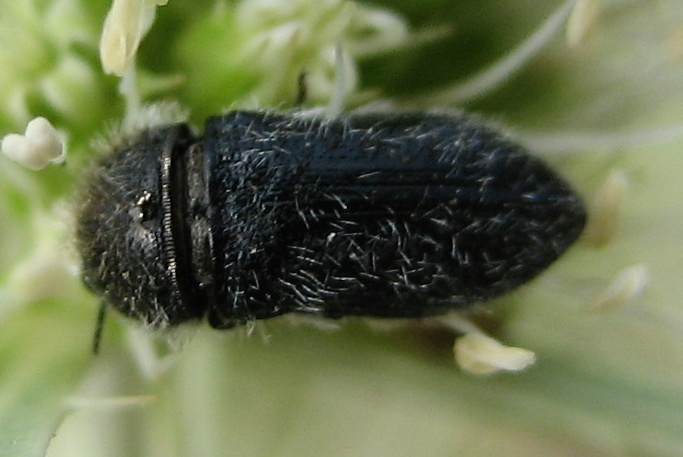
Acmaeodera, Polycestinae
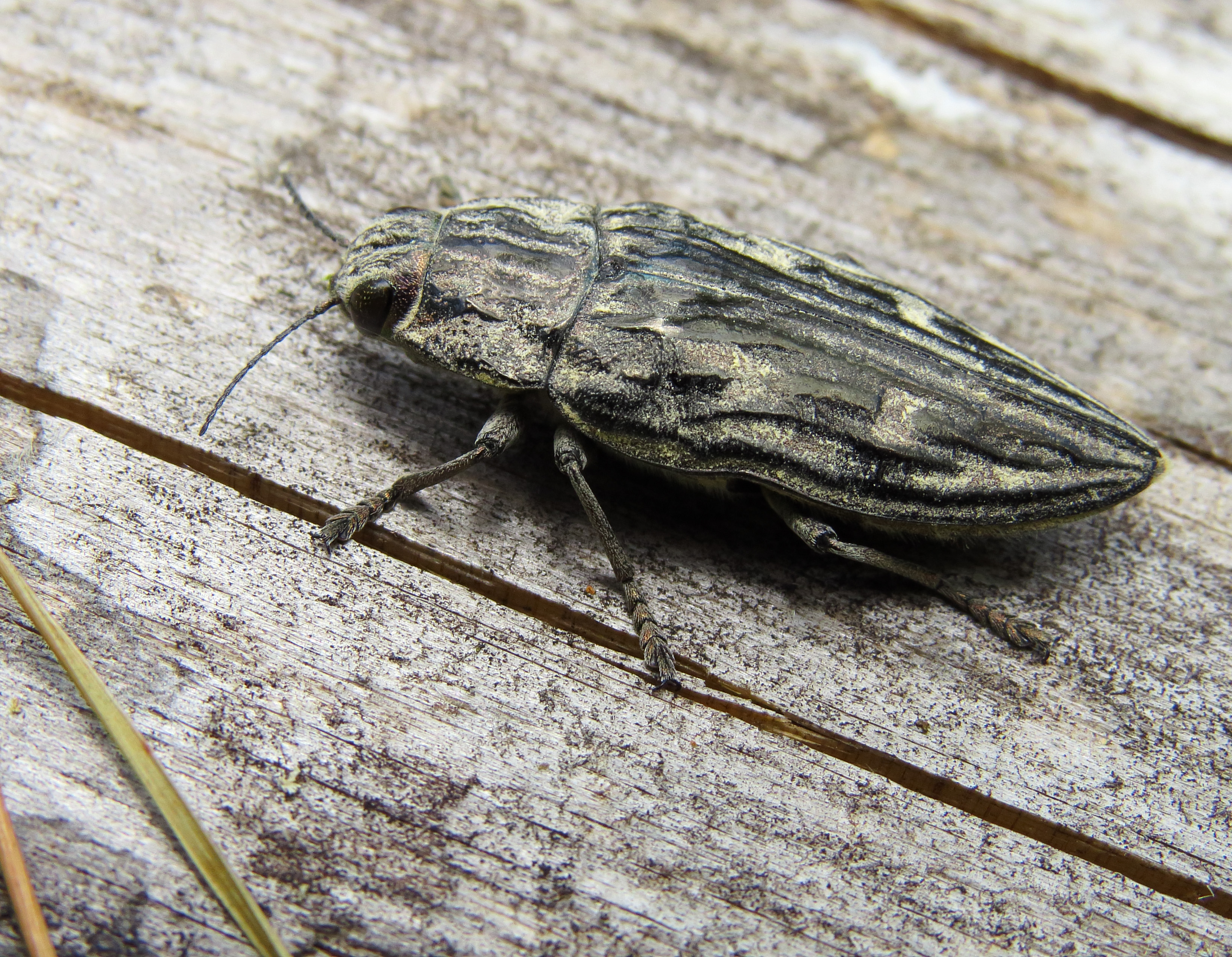
Chalcophora mariana, Україна